# AEW Dark: Elevation
AEW Dark: Elevation, Dark: Elevation of kortweg Elevation, is een web televisieprogramma in het professioneel worstelen dat geproduceerd wordt door de Amerikaanse worstelorganisatie All Elite Wrestling (AEW) en wordt maandag uitgezonden op YouTube om 19:00 uur ET. Het programma is een spin-off van Dark, dat wedstrijden uitzendt die zijn opgenomen voor en na de aflevering van AEW's belangrijkste televisieprogramma, Dynamite en bevat aanstormend talent in AEW, evenals worstelaars uit het onafhankelijke circuit.

## Geschiedenis
Op 2 oktober 2019, ging het televisieprogramma, Dynamite, in première op TNT. Tijdens de aflevering waren er vier dark matches (jargon: niet uitgezonden wedstrijden) opgenomen voor de en na de live-uitzending. Een programma getiteld Dark, dat op dinsdag 8 oktober 2019 werd uitgezonden op het YouTube kanaal van AEW, zou deze dark wedstrijden laten zien.
Op 24 februari 2021, kondigde AEW aan dat er spin-off van Dark in première zou gaan op 15 maart 2021 getiteld: AEW Dark: Elevation. Daarnaast werd er onthuld dat Elevation gestreamd om wordt op maandagavond 19:00 ET op het YouTube kanaal van AEW en dat er aanstormend talent in AEW, evenals worstelaars uit het onafhankelijke circuit gaan verschijnen. Op 24 februari 2021, werd er aangekondigd dat Paul Wight, beter bekend als Big Show in WWE, zou surfen als commentator voor het programma samen met Tony Schiavone.

## On-air persoonlijkheden

### Commentatoren
| Commentatoren                   | Datum               |
| ------------------------------- | ------------------- |
| Tony Shiavone en Paul Wight     | 15 maart 2021–heden |
| Tony Shiavone en Eddie Kingston | 9 augustus 2021     |

### Ringaankondigers
| Ringaankondigers | Datum               |
| ---------------- | ------------------- |
| Justin Roberts   | 15 maart 2021–heden |